# Kozlovský kopec
Kozlovský kopec (604 m n. m.) je vrch v okrese Ústí nad Orlicí v Pardubickém kraji. Leží asi 1 km východně od vsi Kozlov (část města Česká Třebová) na jejím katastrálním území.

## Popis
Je to výrazná plochá kuesta (s čelem na VSV) potštejnské antiklinály (místo vyklenutí) ze spongilitů a slínovců středního turonu. Vrch je převážně zalesněný smrkovými porosty.

## Geomorfologické zařazení
Geomorfologicky vrch náleží do celku Svitavská pahorkatina, podcelku Českotřebovská vrchovina, okrsku Kozlovský hřbet a podokrsku Semanínský hřbet, jehož je to nejvyšší bod.

## Rozhledna a turistika
Na vrcholu stojí od roku 2001 kovová 55 m vysoká vysílací věž a zároveň rozhledna s vyhlídkovou plošinou ve výšce 33 m, která umožňuje za dobrého počasí výhled na Krkonoše, Jeseníky i Žďárské vrchy. Poblíž ní se nachází turistická chata Maxe Švabinského z roku 1933, nabízející občerstvení a ubytování.
Vrchol je častým výletním místem lidí z okolí. V zimě jsou při dostatečné sněhové pokrývce po okolních loukách udržovány lyžařské stopy.